# Roland (Lully)

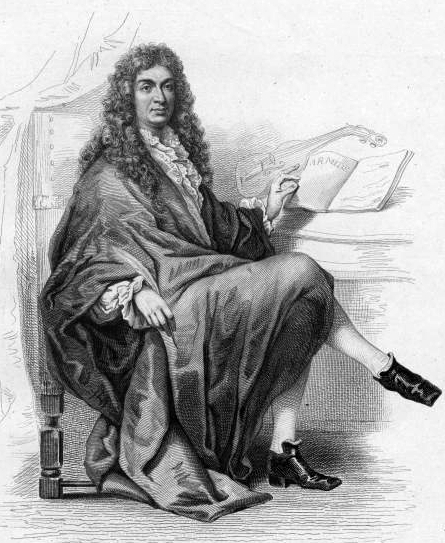
Jean-Baptiste Lully

Roland är en opera (tragédie en musique) i en prolog och fem akter med musik av Jean-Baptiste Lully och libretto av Philippe Quinault efter Ludovico Ariostos roman Den rasande Roland.

## Historia
Till skillnad från de flesta av Lullys tragédies bygger inte Roland på klassisk mytologi utan på medeltida riddarromaner. Det gäller även operorna som föregick och kom efter: Amadis (1684) och Armide (1686). Lullys och Quinaults operor återspeglade oftast tankarna hos deras välgörare, kung Ludvig XIV. Kungen hade nyligen påverkats av pietismen genom Madame de Maintenon och hade återupptagit sin religiösa tro och önskade återinföra den katolska ortodoxin i Frankrike. Han benämndes även som den "nye Charlemagne" i en predikan av Bossuet samma månad som operan hade premiär. Sålunda var den kristne riddaren Rolands återupptäckt av sitt heliga budskap ett idealämne i tiden. Det fanns ett patriotiskt motiv också: trots att historien härstammar från en italiensk dikt hade Roland fötts i Frankrike och var hjälten i La Chanson de Roland, en av de tidigaste verken inom den franska litteraturen.
Operan hade premiär den 8 januari 1685 i stallarna till slottet Versailles, som speciellt hade omarbetats för tillfället. I mars samma år gavs den på Palais Royal i Paris. Operan skulle komma att spelas långt in på 1700-talet. 1778 omarbetade Marmontel librettot för en ny version av Piccinni (Gluck och Rameau hade också tankar på egna versioner). Temat med den "galne Roland" skulle visa sig gångbar hos senare kompositörer också. Kända exempel inkluderar Orlando finto pazzo (1714) och Orlando furioso (1727) av Vivaldi, Orlando (1732) av Händel, samt Orlando paladino (1782) av Haydn.
Rollen som Roland var den enda huvudperson som Lully skrev för en bassångare.

## Personer
- Roland (bas)
- Angélique (sopran)
- Médor (Medoro) (haute-contre)
- Témire (sopran)
- Astolfe (Astolfo) (haute-contre)
- Logistille (Logistilla) (sopran)
- Demogorgon (bas)

## Handling
Roland har förälskat sig i drottning Angelica. Hon besvarar hans känslor men hindras av sina ännu större känslor för den enkle soldaten Medoro. Hon tvingar sina undersåtar att erkänna Medoro som kung och efter ett hastigt bröllop flyr de. När Roland får höra nyheten blir han galen men återfår förståndet efter att den vackra Logistille lindrar hans kval med musik och övertygar honom om att än en gång försaka kärlek för ära.